# Acordo Nacional de Cessar-Fogo
O Acordo Nacional de Cessar-Fogo, oficialmente Acordo Nacional de Cessar-Fogo entre o Governo da República da União de Mianmar e as Organizações Étnicas Armadas (birmanês:  တစ်နိုင်ငံလုံး ပစ်ခတ်တိုက်ခိုက်မှု ရပ်စဲရေးသဘောတူစာချုပ်), foi um acordo de cessar-fogo histórico entre o governo de Mianmar e representantes de vários grupos étnicos insurgentes, oficialmente conhecidos como "organizações étnicas armadas" pelo governo. O projeto foi aprovado pela maioria das partes convidadas em 31 de março de 2015, e o acordo foi assinado pelo Presidente Thein Sein em 15 de outubro de 2015. A assinatura foi testemunhada por observadores e delegados das Nações Unidas, Reino Unido, Noruega, Japão e Estados Unidos. Uma cerimônia é realizada anualmente pelo governo no aniversário da assinatura do acordo.
O governo de Myanmar enviou inicialmente convites a 15 grupos étnicos insurgentes diferentes, convidando-os a participar em negociações de paz a longo prazo. No entanto, sete dos convidados recusaram ou desistiram durante as negociações devido à percepção de injustiça.
A União Democrática Lahu e o Partido Novo do Estado Mon aderiram posteriormente ao cessar-fogo e assinaram o acordo em 13 de fevereiro de 2018.
Após o golpe de Estado de 1 de fevereiro de 2021, o Tatmadaw violou o acordo de cessar-fogo ao atacar os campos do Conselho de Restauração do Estado de Shan no município de Shanin Hsipaw. Desde esta violação, a maioria dos signatários abandonaram o acordo, incluindo a Frente Democrática de Todos os Estudantes da Birmânia, a Frente Nacional Chin, a União Nacional Karen, o Conselho de Restauração do Estado de Shan, o Exército de Libertação Nacional Pa-O e (mais recentemente) um grupo dissidente do Partido Novo do Estado Mon conhecido como "Anti-Ditadura Militar".